# Renskatbådan
Renskatbådan är en ö i Finland. Den ligger i Norra kvarken och i kommunen Vörå i den ekonomiska regionen  Vasa i landskapet Österbotten, i den västra delen av landet. Ön ligger omkring 32 kilometer norr om Vasa och omkring 400 kilometer norr om Helsingfors.
Öns area är 2 hektar och dess största längd är 270 meter i öst-västlig riktning.